# پرت (مینه‌سوتا)
پرت (به انگلیسی: Perth) یک منطقهٔ مسکونی در ایالات متحده آمریکا است که در شهرستان بلو ارث، مینه‌سوتا قرار دارد.